# Ли Сынхи
Ли Сынхи (англ. Sung Hi Lee, кор. 이승희?, 李承熙?; род. 1 апреля 1970, Сеул) — это корейско-американская модель и актриса, которая появляется в основном в soft-core (обнажённые фотосессии, эротика и фильмы для взрослых). Также принимала участие в фотосессии в журнале Playboy и некоторых других менее популярных журналах, а также в коммерческой рекламе.

## Биография
Родилась в Сеуле, Корея. В возрасте 8 лет переехала жить в Соединённые Штаты в 1978 году. Училась в Университете штата Огайо в течение трёх лет.

## Карьера
Ли Сынхи долгое время работала в качестве актрисы, появлялась в таких фильмах, как эротический триллер «Ночь на воде» (1998, Фиби), «Ошибочное мнение» (1998, Тони), «Исполнение приказа» (2000, Ирис), «Сестричка Бетти» (2000, Жасмин), «История одной девушки» (2003, Коби), «Рождественские каникулы 2: Приключения кузена Эдди на необитаемом острове» (2003), и «Соседка» (2004, Феррари).
Она также снималась на телевидении, в эпизоде «Королева мечей» (2001, Ками), «Хищные пташки» в (2002 году, Леди Шива), а также в мыльной опере «Дни нашей жизни» (1965—наши дни, официантка Софи).
В 2007 году она сыграла в телесериале «Остаться в живых» в роли Триши Танаки, а также появилась в серии «Вернуться к вам» в роли Мими. В 2008 году Ли Сынхи появилась в боевике «Искусство войны 3: Возмездие» (2009) и в комедии «Tripping Forward» (2009, Кристал).

## Избранная фильмография
| Год  |   | Русское название | Оригинальное название | Роль         |
| ---- | - | ---------------- | --------------------- | ------------ |
| 2007 | с | Остаться в живых | Lost                  | Триша Танака |